# Marcin Pasionek
Marcin Pasionek (ur. 22 sierpnia 1977 w Krakowie) – polski piłkarz, grający na pozycji obrońcy.

## Kariera klubowa
Marcin Pasionek rozpoczynał piłkarską karierę w Wiśle Kraków. W jej barwach 27 lipca 1996 zadebiutował w pierwszej lidze, w wygranym 1:0 meczu z GKSem Bełchatów, który rozpoczynał sezon 1996/1997. Pomimo udanej inauguracji rozgrywek, do ich końca Wisła walczyła o utrzymanie. Ostatecznie uplasowała się na 12. miejscu, mając dwa punkty przewagi nad strefą spadkową. W kolejnym sezonie Pasionek nadal był podstawowym zawodnikiem, choć już nie tak często grywał przez pełne 90 minut. W przerwie zimowej został przesunięty do rezerw i to w nich spędził rundę wiosenną.
W 1998 Pasionek trafił do spadkowicza z pierwszej ligi – KSZO Ostrowiec Św.. Był w nim podstawowym zawodnikiem i rozegrał 28 meczów. Po zakończeniu rozgrywek przeszedł do Korony Kielce, w której również miał miejsce w pierwszej jedenastce – wystąpił w 40 spotkaniach zespołu prowadzonego wówczas przez Stanisława Gielareka oraz Antoniego Hermanowicz. W 2000 drużyna Błękitnych Kielce została zlikwidowana a na bazie klubu MKS Korona Kielce, powstał zespół który przyjął nazwę Kielecki Klub Piłkarski Korona Kielce. W zasadzie był to transfer zawodników klubu GKS Błękitni do drużyny Korony Kielce, a zespół został zgłoszony do rozgrywek trzeciej ligi. Pasionek nie pozostał jednak w nowo utworzonym klubie, lecz sezon 2000/2001 spędził jako zawodnik niezrzeszony.
W 2002 Pasionek trafił do Hutnika Kraków, w którym szybo wywalczył sobie miejsce w podstawowym składzie. Ze swoim nowym klubem przez sześć sezonów rywalizował w rozgrywkach trzeciej ligi, w których Hutnik plasował się zazwyczaj w czołówce tabeli. Po sezonie 2007/2008, w którym, piłkarz rozegrał 29 meczów, a krakowski zespół zajął 14. miejsce, nastąpiła reforma rozgrywek – powstały cztery ligi centralne (od ekstraklasy przez pierwszą, dwie grupy drugiej do ośmiu grup trzeciej ligi). W wyniku reorganizacji, Hutnik został zdegradowany o jedną klasę rozgrywkową. Po spadku drużyny, piłkarz pozostał w klubie. Razem z nim walczył o powrót do nowej trzeciej ligi. Hutnik zajął trzecią lokatę, jednak z powodu wygrania rozgrywek przez drugi zespół Korony Kielce, który nie może grać wyżej niż na czwartym poziomie rozgrywkowym, zagrał w barażach, w których nie sprostał Jeziorakowi Iława. W sezonie 2009/2010 wystąpił w 16 spotkaniach, po czym przeszedł do czwartoligowej Szreniawy Nowy Wiśnicz.

## Kariera reprezentacyjna
Ze względu na swój duży talent, Pasionek grał w juniorskich i młodzieżowych reprezentacjach Polski. Występował we wszystkich kategoriach wiekowych, zaczynając od zespołu do lat 15, a kończąc na drużynie U–21, w których rozegrał około 100 meczów.